# Turicimonas muris
Turicimonas muris ist ein Bakterium. Die Typusart wurde aus dem Blinddarm einer Maus isoliert, aber nahe Verwandte finden sich auch im Darm und Kot anderer Säugetiere. Das Bakterium bildet Succinat, diese Verbindung spielt eine Rolle innerhalb des Stoffwechsels und des Immunsystems des Wirtes.

## Merkmale
Die Zellen der Typusart von Turicimonas muris (Stamm YL45T - DSM 26109T) sind gramnegativ. Sie sind unbeweglich und bilden einzelne, gerade Stäbchen von 1,5–6,3 µm Länge.

## Stoffwechsel
Turicimonas muris ist obligat anaerob, d. h. das Bakterium toleriert keinen Sauerstoff. Der Energiestoffwechselweg ist die Gärung. Als Endprodukt bildet das Bakterium Succinat. Die Kolonien zeigen eine leichte 𝛂-Hämolyse auf Columbia-Blutagarplatten. Das bedeutet, dass die Bakterien den roten Blutfarbstoff Hämoglobins innerhalb der Erythrozyten zu Biliverdin umwandeln. Hierbei bleiben aber noch Teile der Erythrozyten erhalten.
In dem Genom sind alle Enzyme vorhanden, die für die metabolische Herstellung von Succinat aus Pyruvat im Rahmen des unvollständigen Citratzyklus und für die Phosphoenolpyruvat-Carboxylierungsreaktion erforderlich sind. Des Weiteren trägt T. muris Gene für die dissimilatorische Nitratreduktion und die Ammoniakassimilation. Bis 2019 wurde jedoch noch nicht beobachtet, dass es beides in vitro nutzt.

## Systematik
Turicimonas muris zählt zu der Familie Sutterellaceae innerhalb der Betaproteobacteria. Früher wurde sie zusammen mit Parasutterella excrementihominis und Sutterella zu der Familie Alcaligenaceae gestellt.
Parasutterella excrementihominis bildet wie auch Turicimonas muris Succinat. Der Gattungsname Turicimonas deutet auf den Fundort hin, Turicum ist der antike Name von Zürich. Die Typusart wurde aus dem Darm einer Maus, lateinisch mus, isoliert. Muris ist der Genitiv von mus.

## Ökologie
Die Erstbeschreibung von Turicimonas muris stammte aus dem Darm einer Maus.
Nicht kultivierte Verwandte auf Gattungsebene wurden ausschließlich im Säugetierdarm gefunden. Sie wurden im Mausdarm, im Rattenkot, im menschlichen Kot und im menschlichen Darm entdeckt.
Als Mitglied der Darmmikrobiota ist T. muris in der Lage, Nährstoffe aus der Nahrung das Wirtes zu verstoffwechseln und mit Succinat als Fermentationsendprodukt den Pool kurzkettiger Fettsäuren im Darm zu beeinflussen und somit zum Stoffwechsel und auch zum Immunsystem des Wirtes beizutragen. So kann es die Funktion von Immunzellen steuern und Entzündungsprozesse auslösen. Das Succinat kann auch den Stoffwechsel des Wirtes fördern, da es vom Wirt zur Bildung von Glucose durch den Stoffwechselweg der Gluconeogenese genutzt werden kann.